# Bajnay László
Bajnay László (Budapest, 1930. február 24. –) magyar építész,  Ybl- (1959) és Állami- (1965) díjas. Hazai és külföldi ipari létesítmények tervezője.

## Életpályája
1951-től az Ipari Épülettervező Vállalat munkatársa, 1973-tól építész főmérnöke.

## Szakmai tevékenysége
Elsősorban ipartelepeket, gép- és vegyipari üzemépületeket tervezett.

## Főbb alkotásai
- 1976 - SZÁMKI-INFELOR (ma Szerencsejáték Zrt) Számítóközpontja (Budapest, I. Csalogány u., Borostyánkői Mátyással)
- 1959 - Festékgyár és lakóházak Koreában

## Díjai, elismerései
- Ybl Miklós-díj (1958)
- Alpár Ignác-emlékérem (1964)[3]
- A Magyar Népköztársaság Állami Díja (1965, megosztva)
- címzetes egyetemi tanár
- a BME tiszteletbeli mestere
- A BME aranydiplomája (2012)[4]

## Írásai
- Bajnay László: Szendrői Jenő hetven éves, Magyar Építőművészet, 1983/5.